# Dei Sečen
Dei Sečen (mongolsky: ᠳᠡᠢ ᠰᠡᠴᠡᠨ, tedy Dei Sečen; čínsky: 特薛禪, tedy Tè Xuēchán) byl na přelomu 12. a 13. století náčelníkem kmene Chongirati, který sídlil na jihovýchodním okraji mongolských stepí severně od Velké čínské zdi, v dnešním vnitřním Mongolsku.

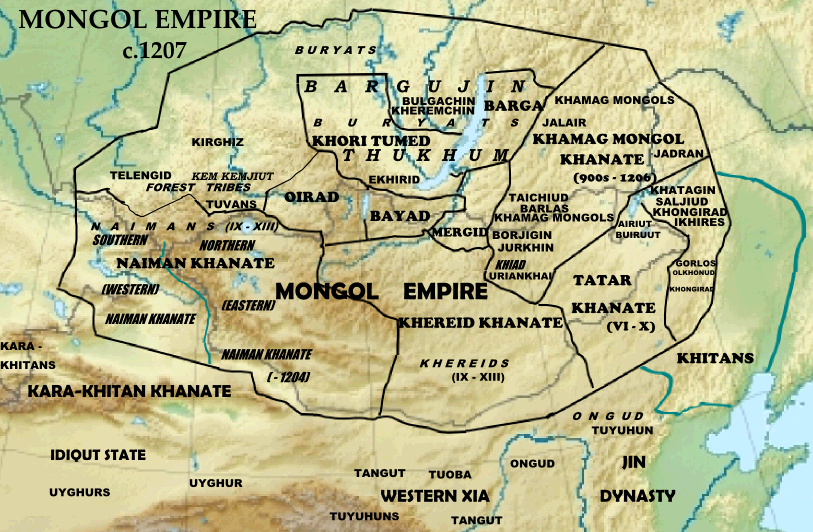
Mongolská říše v roce 1207

Se svou manželkou Čotanou měl nejméně tři děti, dva syny Ančena a Qogu a dceru Börte. Všem dětem vybíral pečlivě partnery, aby manželství posilovala postavení kmene. Synům našel nevěsty z mongolské vládnoucí rodiny Bordžiginů, takže jeho vnoučata měla právo na císařský trůn. Zajímavý sňatek zařídil také pro svou dceru, už když byla malá, zasnoubil ji s tehdy devítiletým Temüdžinem, později známým jako Čingischán. Součástí zásnubní dohody bylo, že chlapec stráví zbytek dětství v kmeni Onggirat. To malému Čingischánovi nejspíš zachránilo život, protože jeho otec Jesugej byl cestou z výpravy, na které chlapce předal do nové péče, otráven během oběda Tatary. Když Temüdžin a Borte vyrostli, došlo k naplnění dohody a sňatku. Součástí nevěstina věna byla černá kuna, kterou později Čingischán věnoval Togrulovi, turkickému chánovi a získal tím podporu kmene Keraitů.